# Pointillisme

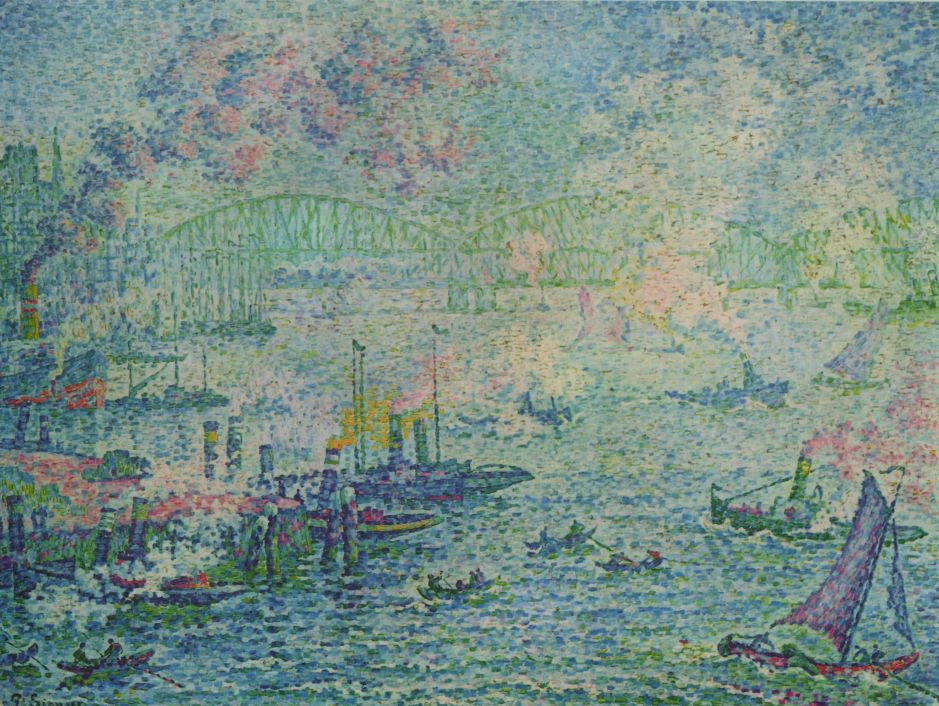
Paul Signac, De haven van Rotterdam, 1907

Het pointillisme is een schildertechniek die vooral aan het eind van de negentiende eeuw werd beoefend. De techniek wordt getypeerd door het gebruik van stippen die ongemengd op het doek worden geplaatst. Het doel was vooral het licht te accentueren op basis van een analyse van de kleuren. 
Het pointillisme is nauw verwant aan het divisionisme, dat meer uitgaat van streepjes. Het pointillisme en divisionisme zijn beide te beschouwen als technieken van het neo-impressionisme, een stroming die op haar beurt weer gezien kan worden als een uitloper van het impressionisme.

## Achtergrond
Het pointillisme heeft een wetenschappelijke achtergrond. In de traditionele schilderkunst worden de verschillende kleuren gemaakt door verf te mengen. In het pointillisme worden echter ongemengde verfstipjes op het doek aangebracht. De werking van de menselijke hersenen maakt dat er een secundaire kleur wordt waargenomen.
Net als bij het mengen van verf is het pointilisme een partitieve kleurmenging. De mengkleur is donkerder dan de helderste en helderder dan de donkerste bronkleur (vb wit en zwart geeft grijs). Het lichteffect bij pointilistische schilderijen ontstaat vooral door het gebruik van de witte achtergrond, net als bij een overbelichte of high key foto. Pointillistische werken zonder witte achtergrond zien er dikwijls nogal dof of grijs uit (zie illustratie) in plaats van kleurig tenzij sterk verwante kleurstippen naast elkaar gebruikt werden. Bij gebruik van complementaire kleurstippen naast elkaar ontstaat gegarandeerd vergrijzing.  
Bij de eerste pogingen van Georges Seurat, in 1882, had men het oorspronkelijk over divisionisme. Het bleef inderdaad bij het naast elkaar plaatsen van kleine zuivere kleurvlekken, die de gewenste kleurtint moesten produceren in het oog van de kijker, onder invloed van simultane summatie. Verfijnd tot puntjeswerk noemde Seurat dit in 1884 het chromoluminarisme, sprekend over zijn werk Een zwempartij te Asnières dat hij exposeerde in de Salon des Indépendants.
Ook Paul Signac en Camille Pissarro waren fervente beoefenaars van deze door latere expressionisten als te analytisch en gekunsteld ervaren werkwijze.

## Invloeden
Met name het divisionisme zou na 1904 een van de belangrijkste inspiratiebronnen van het fauvisme en het expressionisme worden. Ook het latere kubisme en het futurisme ontliepen de invloed van het divisionisme niet.